# (3140) Stellafane
(3140) Stellafane est un astéroïde de la ceinture principale.

## Description
(3140) Stellafane est un astéroïde de la ceinture principale. Il fut découvert le 9 janvier 1983 à la station Anderson Mesa par Brian A. Skiff. Il présente une orbite caractérisée par un demi-grand axe de 3,02 UA, une excentricité de 0,11 et une inclinaison de 11,3° par rapport à l'écliptique.

## Compléments